# Mosapramina
La mosapramina es una droga antipsicótica de segunda generación que pertenece a la clase del iminodibencilo. Fue aprobado en Japón para el tratamiento de la esquizofrenia. Es un potente antagonista de la dopamina con alta afinidad por los receptores D2, D3 y D4, pero con una menor afinidad por los receptores 5-HT2A (proporción baja con D2). Puede inducir efectos  secundarios extrapiramidales motores y somnolencia, pero generalmente muestra baja toxicidad. El fármaco posee tres metabolitos fenólicos activos cuyas acciones son mucho menos potentes.